# Paucartambo (provincie)
Paucartambo is een van de dertien provincies in de regio Cuzco, gelegen in het zuidelijk gebergte van Peru. De provincie heeft een oppervlakte van 6295 km² en telt 51.060 inwoners (2015). De hoofdplaats van de provincie is het district Paucartambo.

## Bestuurlijke indeling
De provincie Paucartambo is verdeeld in zes districten, met elk een burgemeester. Hieronder staat een lijst met de districten, UBIGEO tussen haakjes.
- (081102) Caicay
- (081103) Challabamba
- (081104) Colquepata
- (081105) Huancarani
- (081106) Kosñipata
- (081101) Paucartambo, hoofdplaats van de provincie

Acomayo · Anta · Calca · Canas · Canchis · Chumbivilcas · Cuzco · Espinar · La Convención · Paruro · Paucartambo · Quispicanchi · Urubamba